# Fatih Öztürk
Fatih Öztürk (Phalsbourg, 22 dicembre 1986) è un ex calciatore turco, di ruolo portiere.

## Palmarès

### Club

#### Competizioni nazionali
- Coppa di Turchia: 1

Akhisar Belediyespor: 2017-2018
- Supercoppa di Turchia: 1

Akhisar Belediyespor: 2018